# Girolamo Cotroneo
Girolamo Cotroneo (Campo Calabro, 29 luglio 1934 – Messina, 2 luglio 2018) è stato un filosofo italiano, professore emerito di Storia della filosofia presso l'Università degli Studi di Messina.

## Biografia
È nato il 29 luglio 1934 a Campo Calabro, in provincia di Reggio Calabria. Laureatosi in Filosofia all'Università degli Studi di Messina nel 1957, discutendo, sotto la supervisione di Galvano Della Volpe, una tesi sul pensiero di Kierkegaard, ottenne nel 1975 l'incarico di professore ordinario di Storia della filosofia presso il medesimo ateneo. A Messina fu membro dell'Accademia Peloritana dei Pericolanti.
Cotroneo è stato Presidente della Società Filosofica Italiana (1986 – 1989) e primo Presidente della Società Italiana di Storia della Filosofia (2000 – 2004).
È morto a Messina il 2 luglio 2018, dopo una lunga malattia.

### Monografie
- Girolamo Cotroneo, Jean Bodin teorico della storia, Napoli, Edizioni Scientifiche Italiane, 1966, ISBN non esistente.
- Girolamo Cotroneo, Croce e l'Illuminismo, Napoli, Giannini, 1970, ISBN 88-7431-206-7.
- Girolamo Cotroneo, I trattatisti dell'"ars historica", Napoli, Giannini, 1971, ISBN 88-7431-199-0.
- Girolamo Cotroneo, Storicismo antico e nuovo, Roma, Bulzoni, 1972, ISBN non esistente.
- Girolamo Cotroneo, Sartre «rareté» e storia, Napoli, Guida, 2009  [1976], ISBN 978-88-6042-098-5.
- Girolamo Cotroneo, Popper e la società aperta, Messina, Armando Siciliano Editore, 2005  [1981], ISBN 978-88-7442-399-6.
- Girolamo Cotroneo, Le ragioni della libertà, Napoli, Edizioni Scientifiche Italiane, 1985, ISBN non esistente.
- Girolamo Cotroneo, Trittico siciliano (Scinà, Castiglia, Di Menza), Roma, Cadmo, 1985, ISBN 88-7923-062-X.
- Girolamo Cotroneo, L'ingresso nella modernità. Momenti della filosofia italiana tra Ottocento e Novecento, Napoli, Morano, 1992, ISBN non esistente.
- Girolamo Cotroneo, Questione crociane e post-crociane, Napoli, Edizioni Scientifiche Italiane, 1994, ISBN 88-7104-890-3.
- Girolamo Cotroneo, Tra filosofia e politica. Un dialogo con Norberto Bobbio, Soveria Mannelli, Rubbettino, 1998, ISBN 978-88-7284-629-2.
- Girolamo Cotroneo, Le idee del tempo. L'etica. La bioetica. I diritti. La pace, Soveria Mannelli, Rubbettino, 2002, ISBN 978-88-498-0303-7.
- Edgar Morin, Girolamo Cotroneo e Giuseppe Gembillo, Un viandante della complessità. Morin filosofo a Messina, a cura di Annamaria Anselmo, Messina, Armando Siciliano Editore, 2003, ISBN 88-7442-106-0.
- Girolamo Cotroneo, Benedetto Croce e altri ancora, Soveria Mannelli, Rubbettino, 2005, ISBN 978-88-498-1264-0.
- Girolamo Cotroneo, Etica ed economica. Tre conversazioni, Messina, Armando Siciliano Editore, 2007, ISBN 978-88-7442-421-4.
- Girolamo Cotroneo, Le virtù minori, Soveria Mannelli, Rubbettino, 2014, ISBN 978-88-498-4134-3.
- Girolamo Cotroneo, Croce filosofo italiano, Firenze, Le Lettere, 2015, ISBN 978-88-6087-887-8.
- Girolamo Cotroneo, Le figure della Fenomenologia dello spirito, a cura di Giuseppe Gembillo e Giuseppe Giordano, Messina, Armando Siciliano Editore, 2021, ISBN 978-88-7442-996-7.

### Epub
- Girolamo Cotroneo, Illuminismo, Napoli, La scuola di Pitagora, 2013, ISBN 978-88-6542-308-0.
- Girolamo Cotroneo, Libertà, Napoli, La scuola di Pitagora, 2013, ISBN 978-88-6542-297-7.
- Girolamo Cotroneo, Storia della filosofia, Napoli, La scuola di Pitagora, 2014, ISBN 978-88-6542-329-5.
- Girolamo Cotroneo, Positivismo, Napoli, La scuola di Pitagora, 2015, ISBN 978-88-6542-427-8.
- Girolamo Cotroneo, Filosofia della storia, Napoli, La scuola di Pitagora, 2015, ISBN 978-88-6542-424-7.
- Girolamo Cotroneo, Rinascimento, Napoli, La scuola di Pitagora, 2015, ISBN 978-88-6542-372-1.

### Curatele
- Aristotele e Chaïm Perelman, Retorica antica e "nuova retorica", introduzione e scelta di brani a cura di Giuseppe Martano e Girolamo Cotroneo, Napoli, Il Tripode, 1988, ISBN non esistente.
- Itinerari dell'idealismo italiano, a cura di Girolamo Cotroneo, Napoli, Giannini, 1989, ISBN non esistente.
- Raffaello Franchini, Teoria della previsione, a cura di Girolamo Cotroneo e Giuseppe Gembillo, Messina, Armando Siciliano Editore, 2001  [1964], ISBN 88-7442-015-3.
- Benedetto Croce, La religione della libertà. Antologia degli scritti politici, a cura di Girolamo Cotroneo, Soveria Mannelli, Rubbettino, 2002  [1986], ISBN 978-88-498-0443-0.
- AA.VV., Il diritto alla filosofia, Atti del Seminario di studi su Raffaello Franchini [4-5 dicembre 2000], a cura di Girolamo Cotroneo, Renata Viti Cavaliere, Soveria Mannelli, Rubbettino, 2002, ISBN 978-88-498-0523-9.
- AA.VV., Croce filosofo, Atti del Convegno internazionale di studi in occasione del 50º anniversario della morte [Napoli-Messina 26-30 novembre 2002], 2 voll., a cura di Giuseppe Cacciatore, Girolamo Cotroneo, Renata Viti Cavaliere, Soveria Mannelli, Rubbettino, 2003, ISBN 978-88-498-0691-5.
- La Fenomenologia dello spirito dopo duecento anni, a cura di Girolamo Cotroneo, Giusi Furnari Luvarà, Francesca Rizzo, Napoli, Bibliopolis, 2009, ISBN 978-88-7088-560-6.
- Cavour, Discorsi su Stato e Chiesa, con interventi di Pier Carlo Boggio, Marco Minghetti, Francesco Ruffini, Giovanni Giolitti, Benedetto Croce, Benito Mussolini, a cura di Girolamo Cotroneo e Pier Francesco Quaglieni, Soveria Mannelli, Rubbettino, 2011, ISBN 978-88-4982-886-3.

### Letteratura critica
- Giovanni Reale, Girolamo Cotroneo (PDF), in Dario Antiseri e Silvano Tagliagambe (a cura di), Storia della filosofia, vol. 14, Milano, Bompiani, 2010,  pp. 122-131, ISBN 978-88-452-6447-4. URL consultato il 2 settembre 2014 (archiviato dall'url originale il 21 agosto 2014).
- AA.VV., Lo storicismo di Girolamo Cotroneo, a cura di Giuseppe Gembillo, Soveria Mannelli, Rubbettino, 2015, ISBN 978-88-498-4252-4.
- Giuseppe Giordano, Girolamo Cotroneo. Tra Storia della Filosofia e Liberalismo, in Bollettino della Società Filosofica Italiana, n. 224, Roma, Carocci, 2018,  pp. 107-109, ISBN 978-88-430-9211-6, ISSN 1129-5643 (WC · ACNP).
- Giuseppe Giordano, Girolamo Cotroneo (PDF), in Rivista di storia della filosofia, n. 1, Milano, Franco Angeli, 2020,  pp. 125-129, ISSN 0393-2516 (WC · ACNP). URL consultato il 13 giugno 2020 (archiviato dall'url originale il 13 giugno 2020).